# Ostindiska kompaniet (spel)
Ostindiska kompaniet är ett svenskt sällskapsspel från 1991 konstruerat av Dan Glimne och utgivet av G&RRR (Glimne & Rittmalm spel AB). Det spelas på ett bräde med en världskarta, och med tre små skepp var som spelpjäser. Spelet efterliknar den riktiga historien bakom det svenska ostindiska kompaniet och går ut på att tjäna pengar på handel med Ostindien och köpa mest andelar i kompaniet.
En ovanlig sak med spelet är att man flyttar pjäserna med hjälp av en mätsticka, och inte i fasta rutor eller steg.
Spelet är utgivet i tre upplagor med små skillnader. Spelet tilldelades utmärkelsen Årets Spel 1992.